# Morgan Hamm
Morgan Carl Hamm (* 24. September 1982 in Washburn, USA) ist ebenso wie sein Zwillingsbruder Paul Hamm ein US-amerikanischer Kunstturner.
Hamm gewann bei den Olympischen Spielen 2004 im Alter von 21 Jahren mit der Nationalmannschaft die Silbermedaille. Im Jahr zuvor sicherte er sich mit dem US-amerikanischen Team bei der WM 2003 den zweiten Platz.
Zudem traten er und sein Bruder Paul Hamm bei der japanischen Gameshow „Ninja Warrior“ an.
Obwohl er am 24. Mai 2008 positiv auf Glucocorticoide getestet wurde, durfte er an den Olympischen Sommerspielen 2008 teilnehmen. Die Fédération Internationale de Gymnastique hielt die Aussage, ihm sei die Substanz nach einer Knöchelentzündung aus medizinischen Gründen verabreicht worden, für glaubwürdig.